# WBFS
WBFS, o Wii Backup File System, è un file system sviluppato dai programmatori della console Wii Kwiirk e Waninkoko. Utilizza i cIOS di Waninkoko e viene utilizzato su chiavette USB o hard disk USB per poi copiarci sopra le ISO dei giochi Wii.

## Utilità
Sebbene non ci sia alcun modo per caricare nativamente una partizione WBFS in un S.O. diverso dal Wii, ci sono molte applicazioni, come ad esempio i WBFS managers (Mac OS X, Linux e Windows) che permettono il trasferimento di una immagine ISO su un drive formattato WBFS. Il vantaggio principale di questo è la riduzione delle dimensioni del file nel formato WBFS:  i dischi del Wii sono pieni di dati di riempimento che devono essere presenti in un'immagine ISO, ma il file system WBFS può non utilizzarli. Questo consente ad alcuni giochi più piccoli di occupare poche centinaia di megabyte al posto di 4,37 GB.